# SL-1
43°31′06″ пн. ш. 112°49′26″ зх. д. / 43.5182° пн. ш. 112.824° зх. д.
Stationary Low-Power Reactor Number One, також відомий як SL-1 або Argonne Low Power Reactor (ALPR), був експериментальним ядерним реактором армії Сполучених Штатів, розташований на Національній станції випробувань реакторів (NRTS) в Айдахо-Фоллс, штат Айдахо, США. 

## Аварія 1961 року
О 21:01, у ніч на 3 січня 1961 року, SL-1 зазнав вибуху пари та розплавлення, в результаті чого загинули три його оператори. Прямою причиною було неправильне вилучення центрального поглинача нейтронів в активній зоні реактора. Подія є єдиною аварією на реакторі в історії США, яка призвела до миттєвої загибелі. В результаті аварії було випущено близько 80 кюрі (3,0 ТБк) йоду-131, цей обсяг не вважався значним через розташування реактора у віддаленій високій пустелі східного Айдахо. Близько 1100 кюрі (41 ТБк) продуктів поділу було викинуто в атмосферу.
Об'єкт, в якому знаходився SL-1, розташований приблизно в 65 км на захід від водоспаду Айдахо, був частиною Армійської програми ядерної енергетики. Реактор повинен був забезпечувати електроенергією та теплом невеликі віддалені військові об'єкти, такі як радіолокаційні майданчики поблизу Полярного кола, та ті, що знаходяться на лінії DEW. Розрахункова потужність становила 3 МВт (теплова потужність), але близько 4,7 МВт були проведені за місяці до аварії. Робоча потужність становила 200 кВт електричної та 400 кВт теплової енергії для опалення приміщень. Під час аварії рівень потужності активної зони досяг майже 20 ГВт всього за чотири мілісекунди, спричинивши вибух пари.